# 1243 dans les croisades
Cette page regroupe les évènements concernant les Croisades qui sont survenus en 1243 :
- mai : début du siège du château de Montségur[1].
- 12 juin : Balian d'Ibelin prend Tyr aux partisans de l'empereur Frédéric II[2].
- 26 juin : Les Mongols battent les Seldjoukides à Sadagh, près d'Erzinjan. Héthoum Ier, roi d'Arménie, se place sous la dépendance des Mongols[3].